# Demonax quadricollis
Demonax quadricollis là một loài bọ cánh cứng trong họ Cerambycidae.